# 李郁华
李郁华（1965年4月—），男，汉族，浙江东阳人。1986年8月参加工作，1992年6月加入中国共产党，浙江省委党校研究生学历。中华人民共和国政治人物、第十三届全国人民代表大会宁夏地区代表。

## 生平
曾任浙江省金华市人民政府党组成员，经济技术开发区党工委副书记、管委会主任。2016年9月，任中共银川市委常委、贺兰县委书记。2017年4月，任中共石嘴山市委副书记、代市长，同年5月当选市长。2018年2月24日，当选为第十三届全国人大代表。2019年12月不再担任石嘴山市长，改任中共宁夏回族自治区党委副秘书长兼财经委员会办公室专职副主任。2021年3月，任宁夏回族自治区发展和改革委员会主任。